# BKV-sztrájkok
Ezen az oldalon a Budapesti Közlekedési Zrt.-t érintő sztrájkokat (röviden BKV-sztrájk) soroljuk fel.

## 2007–2008

### 2007. szeptember 4.
A BKV vezetősége és a szakszervezetek képviselői 2007. július 2-a óta folytattak tárgyalásokat a 2007-es bérfejlesztésről. A vállalat 2007 elején 15 ezer forintos béremelésben állapodott meg a szakszervezetekkel, miután azonban a BKV vezetése a második félévre is ugyanekkora bérfejlesztést ajánlott, a szakszervezetek ezt elutasították.
A sztrájkot a BKV 12500 dolgozójából 8 ezret képviselő Városi Tömegközlekedési Dolgozók Szakszervezetei Szövetsége (VTDSZSZ), a Tömegközlekedési Dolgozók Független Szakszervezeteinek Szövetsége és a BKV-LIGA Munkástanács Szövetség augusztus közepén sztrájkot hirdettek, amelyet szeptember 4-én terveztek megtartani.
A tárgyalások ezután két témában folytak: egyrészt a bérfejlesztésről, másrészt a sztrájk alatt nyújtandó elégséges szolgáltatásról. A tárgyalásokon a felek nem tudtak megállapodni az elégséges szolgáltatásról, bár a BKV vezetősége egyre nagyobb engedményeket tett. A szolgáltatás fenntartása érdekében a BKV álláshirdetést is feladott, amelyben buszvezetőket keresett a sztrájk idejére. A sztrájkbizottság a sztrájkot üzemkezdettől 13 óráig tervezte megtartani, de végül a keddi időpont előtt két nappal megállapodtak a 2007-es bérfejlesztésről a BKV és a szakszervezetek képviselői, így a sztrájkot lefújták.

### 2008. április 7.
A szakszervezetek attól tartottak, hogy a BKV új paraméterkönyv-tervezetében szereplő járatcsökkentés leépítéseket okoz majd a vállalatnál. A tárgyalások nem vezettek eredményre, így ezen a napon üzemkezdettől délután egyig a sztrájkot megtartották. A sztrájkon 20 szakszervezet jelezte részvételét.
A BKV-sztrájkkal egyidejűleg a MÁV Zrt. VDSzSz Szolidaritás szakszervezete is bejelentette a korábban felfüggesztett "gördülő sztrájkjának" folytatását erre a napra. A BKV-sztrájkkal ellentétben a vasutasok munkabeszüntetése nem okozott nagyobb fennakadásokat.

### 2008. április 29–30.
A szakszervezetek elfogadták a főváros vezetőinek garanciavállalását és kisebb módosításokkal az új paraméterkönyvet. Lemondtak arról, hogy 2012-ig hosszabbítsák meg a kollektív szerződést, a BKV vezetés azonban a 2009. december 31-ig történő hosszabbításba sem egyezett bele, ezért a „gumikerekes” szakszervezetek meghirdették a sztrájkot. A tervek szerint a metró és a HÉV járt volna a sztrájk idején is.
2008 május 27-én mégis megegyezés született a meghosszabbításról, így a sztrájk elmaradt.

## 2010. január 12–17.

### Előzmények

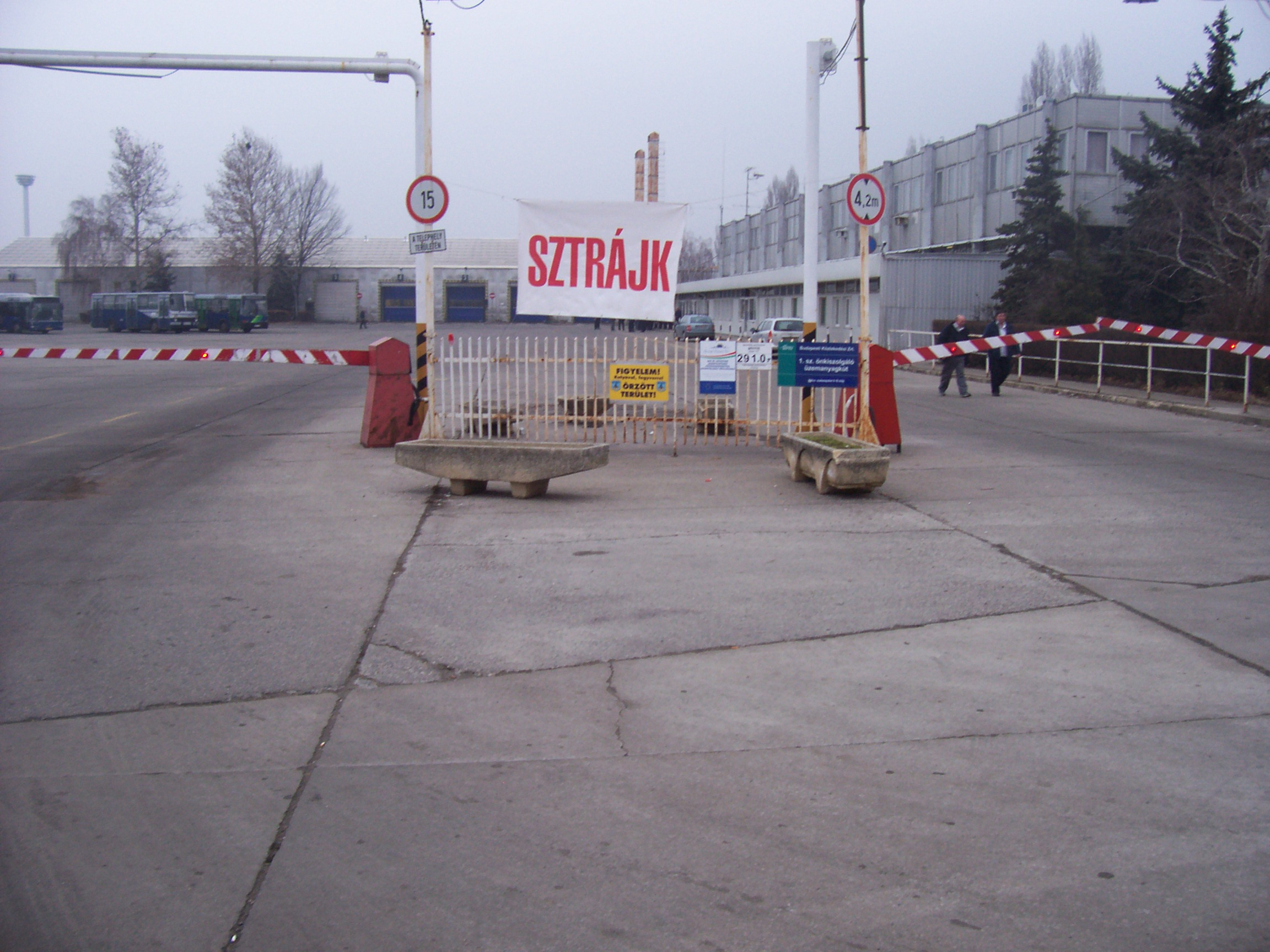
A cinkotai buszgarázs bejárata a 2010 januári BKV-sztrájk idején

2009. november 18-án a BKV szakszervezetei egy decemberi sztrájk lehetőségét vettették fel, ha nem sikerül a cég finanszírozását megoldani, illetve a december 31-én lejáró Kollektív Szerződést nem sikerül meghosszabbítani, vagy újra kötni. A Budapesti Közlekedési Zrt. évről évre több milliárdos hiánnyal működik, ezért a cég korábban 30 milliárd Ft hitel felvételéhez kérte a kormány kezességvállalását, melyet elutasítottak. Miután az egyeztetéseken nem sikerült megállapodni, 2009. november 30-án a Szakszervezetek nyílt levélben fordultak a Bajnai Gordon miniszterelnökhöz, hogy a Társaság finanszírozottságát segítsen megoldani, ugyanis az alulfinanszírozottság már a BKV működését veszélyezteti, „és most már megkérdőjelezhető a biztonságos utasszállítás is”, majd 2009. december 2-án a Tömegközlekedési Dolgozók Független Szakszervezeti Szövetsége sajtótájékoztatón jelentette be, hogy „ha a következő Bajnai-Demszky találkozón nem születik megállapodás a BKV anyagi helyzetének megoldására, akkor a szakszervezetek konkrét lépésekre szánják el magukat és akár sztrájkba is léphetnek a dolgozók”.
2009. december 15-én Demszky Gábor főpolgármester bejelentette, hogy sikerült megállapodni Bajnai Gordon kormányfővel, és a BKV 2010-ben 18 milliárd forint többletforrást kap a kormánytól és 5 milliárdot a fővárostól. Mivel a támogatás feltételeként a kormány a kollektív szerződés szigorítását, valamint a jegy- és bérletárak 4% emelését szabta meg, a Budapesti Közlekedési Szakszervezetek Szövetsége és a Tömegközlekedési Dolgozók Független Szakszervezeteinek Szövetsége december 18-án megalakította a sztrájkbizottságát és sajtóközleményben tiltakozott az utasok terheinek emelése, illetves a „foglalkoztatási feltételek illetve a munkakörülmények drasztikus romlásának bekövetkezése és Budapest közösségi közlekedésének ellehetetlenítése ellen”.
2009. december 27. és 2009. december 30. között a BKV menedzsmentje és a szakszervezetek folytatták a tárgyalásokat. A cég ajánlata szerint maradna a korábbi kollektív szerződés 3 pont kivételével: az önkéntes nyugdíjpénztári-, és az egészségpénztári hozzájárulást 3-ról 1%-ra csökkentenék, továbbá a havi 6000 forint értékű hidegétel utalvány helyett havi 8000 forint értékű melegétel-utalványt adnának úgy, hogy az év végi 45 000 forint értékű utalványt megszüntetnék. Az érdekképviseletek számítása szerint ez átlag nettó 200 000 forint jövedelemkiesés a dolgozók számára. A két ünnep közti tárgyalások eredménye az lett, hogy a 25 szakszervezetből 12 megegyezett a vezetőséggel abban, hogy a vitás tételeket kiveszik a kollektív szerződésből, és a bértárgyalások részeként kezelik azokat. A többi szakszervezet azonban ezt elfogadhatatlannak tartotta, mert úgy gondolták, hogy a kollektív szerződést és a béreket külön kell kezelni. December 30-án 11 érdekképviselet 2010. január 12-től határozatlan idejű sztrájkot hirdetett meg. A Kollektív szerződés elfogadásához a szakszervezetek 65%-ának aláírása szükséges, így hiába írta alá azt 12 érdekképviselet, az nem lett hatályos január 1-jétől, így – érvényes kollektív szerződés hiányában – A munka törvénykönyve szerint működött tovább a BKV, ami működési zavarokat okozott, ugyanis a járműátvételre szánt időt a Ksz. tartalmazta, s így a járművezetők jelentősen lassabban, alaposabban vették át a járműveket, és kisebb hiba esetén is – az utasításokat betartva – tartalékjárművet kértek. Egyes vélemények szerint ekkor már egy úgynevezett munkalassító sztrájk vette kezdetét, de a szakszervezetek és a járművezetők ezt tagadták.
A január 12-i sztrájkot a következő 11 szakszervezet hirdette meg:
- BKV Fürst Közlekedési Szakszervezet
- Cinkota Autóbusz Közlekedési Szakszervezet
- Kilián Autóbusz Üzemegység Szakszervezete
- Óbuda Autóbusz Szakszervezete
- Trolibusz Dolgozók Független Szakszervezete
- BKV Rt. Központi Dolgozók Szakszervezete
- Villamos Független Szakszervezet Független Szakszervezete
- Metró Észak-Déli Motorkocsivezetők Független Szakszervezete
- Autóbuszvezetők Nemzeti Szabad Szakszervezete
- Cinkota Buszgarázs Független Szakszervezete
- Jegyellenőri és Járművezetői Független Szakszervezet

Később a sztrájkfelhíváshoz az alábbi szakszervezetek csatlakoztak:
- Kőbánya Autóbusz Szakszervezet
- Független HÉV Szakszervezet
- BKV Fürst Üzemegység Munkástanácsa

### A sztrájk
2010 első hete az egyeztetések és a kommunikációs csaták jegyében telt, de az álláspontok nem közeledtek, így 2010. január 12., kedd 0 órától – 14 szakszervezet részvételével – kezdetét vette a BKV történetének leghosszabb sztrájkja. A sztrájk ideje alatt az autóbusz- és villamosközlekedés szinte teljesen megbénult, a metró-, HÉV- és trolibusz-közlekedés – a vállalat állítása szerint – zavartalan volt. A kieső autóbuszok egy részét a cég alvállalkozók fokozott bevonásával pótolta, emellett a VOLÁN-társaságok autóbuszai minden útjukba eső budapesti megállóban megálltak, továbbá tehermentesítő vonatok indultak Budapesten és környékén. A sztrájk ideje alatt a cégvezetés és a sztrájkoló szakszervezetek minden nap tárgyaltak, de péntekig jelentős elmozdulások nem történtek. 2010. január 15-én mindkét fél tett engedményeket, így hétvégére megkezdődhettek az érdemi tárgyalások, amelyeken már Kocsis István vezérigazgató is részt vett. Vasárnap estére, végül is sikerült megállapodásra jutni, így 2010. január 18., hétfő 0 órától a szakszervezetek felfüggesztették a sztrájkot, január 19-én, kedden aláírták az új kollektív szerződést, így a szakszervezetek lefújták a sztrájkfenyegetést.

### Vélemények pró és kontra a sztrájk ideje alatt
Nem sztrájk, hanem zsarolás!
…a részérdekek felelőtlen képviselete ne bénítsa meg a közösség egészének mindennapjait!
Helytelen stratégiát követnek a BKV szakszervezetei
Ha nem tolták volna ki talicskával a BKV-tól a pénzt különböző tanácsadói szerződések és végkielégítések címén az utóbbi három évben, akkor megvolna a kollektív szerződés változatlan formában történő fenntartására hiányzó 2,9 milliárd forint!
A BKV egy állatorvosi ló, amin egy adott kor minden betegsége megmutatkozik.
Szakszerű, reális és korrekt ajánlatot tett a BKV a szakszervezeteknek.
A jelenlegi ajánlat szerint a dolgozók fejenként havi 16 ezer forintot vesztenének.
Nem értjük, hogy ha a kormány nem írt elő semmit a bérekre vonatkozóan, a BKV miért ragaszkodik ehhez, miközben a szakszervezetek szerint követeléseik nem jelentenek többletköltséget a mostani állapothoz képest, márpedig a tőkejuttatással idénre nullszaldós lesz a cég.
A nyilatkozatban valóban nincs szó a bérekről, de a megállapodás feltétele az adósságot folyamatosan csökkentő üzleti terv benyújtása, amit mi meg is tettünk a kormány felé.
Lojálisak voltunk, mi faragtunk rá!
Azt, hogy senki nem enged, megüzenhetnék MSN-en is!
És mi lesz azokkal, akik nem sztrájkolnak, mi meg kiharcoljuk nekik a szerződést?
A BKV napi 50 millió forintot takarít meg a sztrájk idején. A cégnek a munkabeszüntetés ugyan napi 40 millió forint pluszköltséget jelent, ezt azonban ellensúlyozza a 90 millió forintos megtakarítás.
A BKV hiánya ugyanis az évek óta tartó alulfinanszírozottság következménye.

### Az eredmény
Az új Kollektív szerződés határozatlan időre szól. A Kollektív szerződésben a következőket sikerült rögzíteni:
- A kollektív szerződésben rögzítették, hogy megmarad az önkéntes nyugdíj-, és az egészségpénztári hozzájárulás 3-3%, azzal a feltétellel, hogy annak maximumáról minden évben, a bértárgyalásokon megegyeznek.
- Rögzítésre került az is, hogy dolgozók kapnak havi 6000 forint értékű melegétkezési-utalványt.
- December hónapban idén is kapnak a munkavállalók 45 000 forint béren kívüli juttatást, ezek melegétkezési-, illetve internetutalványok lehetnek, a munkavállalók választása szerint. A juttatás összegéről a továbbiakban a bértárgyalásokon fognak egyeztetni.
- A juttatásokat a dolgozók „nettóban” kapják, az adót a cég fizeti utánuk.

## 2012

### Előzmények
A BKV 2011. október 26-i igazgatósági ülésén Vitézy Dávid, a (BKK vezérigazgatója és a BKV igazgatóságának tagja) egy tíz pontból álló határozati javaslatot nyújtott be a Társaság nehéz helyzetére hivatkozva. A határozati javaslat egy mindenre kiterjedő megtakarítási terv készítésére ad megbízást az igazgatóság elnökének, Dr. Várszegi Gyulának. A takarékossági program keretében javaslatot kell tenni a 2010. január 19-én aláírt kollektív szerződés módosítására, az ehhez szükséges tárgyalásokat az érdekképviseletekkel le kell folytatni, sikertelen tárgyalás esetén a kollektív szerződést részben, illetve teljesen fel kell mondani.
Válaszul 2011. november 21-én a BKV két nagy szakszervezeti tömörülése – a Közlekedési Érdekvédelmi Körök Szövetsége (KEKSZ) és a Városi Tömegközlekedési Dolgozók Szakszervezeti Szövetsége (VTDSZSZ) –, amely magába foglalja az összes BKV-s szakszervezetet nyílt levelet írt Tarlós István főpolgármesternek, amelyben biztosították arról, hogy a kollektív szerződés tárgyalásától nem zárkóznak el, de fontosnak tartják az átlagos, illetve az átlag alatt kereső dolgozók bérének és juttatásának megtartását.
A BKV az új kollektív szerződést már a tervezett új munkatörvénykönyv alapján kívánta módosítani, amit a szakszervezetek jogszerűtlennek tartottak, így a Társaság 2011. december 1-jén felmondta a hatályos KSz-t. A felmondási idő 90 nap, ezért a feleknek 2012. március 3-ig van idejük megállapodni, mert azután a dolgozókat A munka törvénykönyve szerint kell foglalkoztatni. Tarlós István főpolgármester szerint a kollektív szerződés módosításával 7 milliárd forint takarítható meg.
2012 végén Matolcsy György, nemzetgazdasági miniszter március végéig befagyasztotta a BKV-nak járó, mintegy 32 milliárdos normatív támogatás kifizetését, ezzel még nehezebb anyagi helyzetbe került a cég, ezért 2012 január első napjaiban a cégvezetés, a cég nehéz anyagi helyzetére hivatkozva megszorításokat vezetett be:
- az irodaépületekben és a végállomás tartózkodókban levetették a fűtést 18 °C-ra,
- ritkították a takarítást,
- a folyosókon lekapcsolták a világítást
- és leállították az alkatrészbeszerzéseket.

### Demonstrációk és sztrájkfenyegetés
Január végén – mivel a bértárgyalások és a kollektív szerződés-tárgyalások felhatalmazás híján elmaradtak – a szakszervezetek demonstrációt jelentettek be február 7-re az Akácfa utcai székház elé. A cégvezetés értetlenül állt a bejelentés előtt és az akció lefújását, valamint türelmet kért a dolgozóktól.
2012. február 8-án a sajtó kiemeltként kezelte azt hírt, miszerint – a folyamatos pénzhiány és a cégnél bevezetett megszorítások ellenére – a vállalat vezetői megkapták az előző év nyarán felfüggesztett, de amúgy jogosan járó prémiumaikat. A botrány miatt Várszegi Gyula, a vezérigazgatói feladatokkal megbízott igazgatósági elnök február 10-én felajánlotta azonnali hatályú lemondását, melyet Tarlós István főpolgármester elfogadott.
2012. február 22-én újabb – ezúttal vonulós – tüntetésre került sor. A BKV-dolgozók 3 helyen, a Boráros téren, a Keleti pályaudvarnál, valamint a Nyugati pályaudvarnál gyülekeztek a városban, majd ezek a csoportok a Blaha Lujza téren találkoztak. Innen már közösen mentek a Városház elé, ahol petíciót akartak átadni Tarlós István főpolgármesternek, amit Vitézy Dávid, a BKK vezérigazgatója vett át. A dolgozók ezután a Kossuth Lajos térre mentek, és a szakszervezeti vezetők egy másik petíciót adtak át Török Kristófnak, a Miniszterelnökség külkapcsolati felelősének, melyet Orbán Viktornak címeztek. Eközben a téren egy focimeccset játszottak, amelyben a két csapat a kormány és a főváros képviselőit szimbolizálta. A mérkőzésen mindenkit kiállítottak, mert „túl nagyot rúgtak” az utazóközönséget és a dolgozókat szimbolizáló labdába. A tüntetés végén Nemes Gábor bejelentette, hogy amennyiben a petícióknak nincs eredmény, március hónaptól sztrájkot hirdetnek.
2012. február 27-én a metró- és HÉV-vezetőket tömörítő Fővárosi Közlekedési Dolgozók Demokratikus Szakszervezete (FKDDSZ) – a többi szakszervezet megelőzve – bejelentette, hogy amennyiben március 2-ig a megkezdett kollektív munkaügyi vita eredménytelenül zajlik, akkor megkezdik a sztrájk előkészítését, ugyanis a kollektív szerződés megszűnésével a cég kiveszi a metró- és HÉV-vezetőket az egészségre ártalmas munkát végzők kategóriájából, holott egy 1993-as orvosi vizsgálat szerint a metróvezetők fokozott pszichológiai és zajterhelésnek vannak kitéve, ezért napi 8 óránál kevesebbet tölthetnek vezetéssel.

### Az Átmeneti foglalkoztatási megállapodás
2012. március 2-án, pénteken megállapodás született az érdekképviseletek és a cégvezetés között, így a Fővárosi Közlekedési Dolgozók Demokratikus Szakszervezete visszavonta sztrájkfenyegetését.
A megállapodás tartalma:
- júliusig változatlanul maradnak a foglalkoztatási rendek, keretbeosztások;
- maradnak a bérpótlékok; a munkaközi szünet továbbra is fizetve lesz;
- megmarad a fizetési előleg keret, a vállalati segély, a munkásszállók, az üdülési lehetőség a vállalati üdülőkben;
- a munkavállalón kívül egy szabadon választott családtag ingyen utazhat;
- a dolgozók a továbbiakban nem kapnak önkéntes nyugdíjpénztári és egészségpénztári hozzájárulást (ez korábban 3-3% volt);
- és a havi étkezési utalványokat is megvonták a munkavállalóktól (ennek összege 2011-ben 7000 Ft volt).

Az Átmeneti foglalkoztatási megállapodás július 1-jéig érvényes, addig új kollektív szerződést kell kötni. Gulyás Attila, Városi Tömegközlekedési Dolgozók Szakszervezeti Szövetségének elnöke szerint a szakszervezetek azért egyeztek bele a megállapodásba, mert nem szerették volna, hogy a dolgozók bére 30%-kal csökkenjen.
Tarlós István főpolgármester szerint a megállapodás 5 milliárd forint megtakarítást eredményez a BKV gazdálkodásában.